# العلاقات الكاميرونية الإيطالية
العلاقات الكاميرونية الإيطالية هي العلاقات الثنائية التي تجمع بين الكاميرون وإيطاليا.

## مقارنة بين البلدين
هذه مقارنة عامة ومرجعية للدولتين:
| وجه المقارنة                                              | الكاميرون                      | إيطاليا                                                  |
| --------------------------------------------------------- | ------------------------------ | -------------------------------------------------------- |
| المساحة (كم2)                                             | 475.44 ألف                     | 301.34 ألف                                               |
| عدد السكان (نسمة)                                         | 24.05 مليون                    | 60.60 مليون                                              |
| الكثافة السكانية (ن./كم²)                                 | 50.58                          | 201.1                                                    |
| العاصمة                                                   | ياوندي                         | روما، فلورنسا، تورينو                                    |
| اللغة الرسمية                                             | لغة فرنسية، لغة إنجليزية       | اللغة الإيطالية                                          |
| العملة                                                    | فرنك وسط أفريقي                | يورو، ليرة إيطالية                                       |
| الناتج المحلي الإجمالي (بليون دولار)                      | 34.80 مليار                    | 1.93 تريليون                                             |
| الناتج المحلي الإجمالي (تعادل القوة الشرائية) بليون دولار | 72.72 مليار                    | 2.26 تريليون                                             |
| الناتج المحلي الإجمالي الاسمي للفرد دولار أمريكي          | 1.22 ألف                       | 29.96 ألف                                                |
| الناتج المحلي الإجمالي للفرد دولار أمريكي                 | 2.97 ألف                       | 35.46 ألف                                                |
| مؤشر التنمية البشرية                                      | 0.512                          | 0.873                                                    |
| رمز المكالمات الدولي                                      | +237                           | +39                                                      |
| رمز الإنترنت                                              | .cm                            | .it                                                      |
| المنطقة الزمنية                                           | توقيت غرب أفريقيا، ت ع م+01:00 | توقيت وسط أوروبا، ت ع م+01:00، ت ع م+02:00، أوروبا/روما ‏ |

## مدن متوأمة
في ما يلي قائمة باتفاقيات التوأمة بين مدن كاميرونية وإيطالية:
- ترتبط دوالا مع ترييستي باتفاقية توأمة.
- ترتبط ياوندي مع أوديني باتفاقية توأمة.

## منظمات دولية مشتركة
يشترك البلدان في عضوية مجموعة من المنظمات الدولية، منها:
| علم المنظمة | اسم المنظمة                               | تاريخ انضمام الكاميرون | تاريخ انضمام إيطاليا |
| ----------- | ----------------------------------------- | ---------------------- | -------------------- |
|             | مؤسسة التنمية الدولية                     | 10 أبريل 1964          | 24 سبتمبر 1960       |
|             | يونسكو                                    | 11 نوفمبر 1960         | ?                    |
|             | وكالة ضمان الاستثمار متعدد الأطراف        | 7 أكتوبر 1988          | 29 أبريل 1988        |
|             | الأمم المتحدة                             | 20 سبتمبر 1960         | 14 ديسمبر 1955       |
|             | الفريق المعني برصد الأرض                  | ?                      | ?                    |
|             | الاتحاد البريدي العالمي                   | ?                      | ?                    |
|             | البنك الدولي للإنشاء والتعمير             | 10 يوليو 1963          | 27 مارس 1947         |
|             | المنظمة الهيدروغرافية الدولية             | ?                      | ?                    |
|             | الاتحاد الدولي للاتصالات                  | 22 ديسمبر 1960         | 1866                 |
|             | منظمة حظر الأسلحة الكيميائية              | ?                      | ?                    |
|             | مؤسسة التمويل الدولية                     | 1 أكتوبر 1974          | 27 ديسمبر 1956       |
|             | المركز الدولي لتسوية المنازعات الاستشارية | 2 فبراير 1967          | 28 أبريل 1971        |
|             | منظمة التجارة العالمية                    | ?                      | 1995                 |
|             | منظمة الشرطة الجنائية الدولية             | ?                      | ?                    |
|             | البنك الإفريقي للتنمية                    | ?                      | ?                    |

## وصلات خارجية
- موقع وزارة الخارجية الكاميرونية
- موقع وزارة الخارجية الإيطالية